# Cantapa
Cantapa ist eine Ortschaft im Departamento La Paz im Hochland des südamerikanischen Anden-Staates Bolivien.

## Lage im Nahraum
Cantapa ist größte Ortschaft des Kanton Curva Pucará im Municipio Laja in der Provinz Los Andes und liegt auf einer Höhe von 4032 m. Cantapa liegt eingebettet in eine Abfolge von Höhenrücken, die sich vom südlichsten Abschnitt des Titicacasees, dem Golf von Taraco, in südöstlicher Richtung erstrecken und Höhen von bis zu 4825 m erreichen. Durch die Ortschaft fließen der Río Huararuni im Westen und die Quebrada Pustiri im Osten, die beide flussabwärts in den Río Guaquira münden.

## Geographie
Cantapa liegt auf dem bolivianischen Altiplano zwischen den Anden-Gebirgsketten der Cordillera Occidental im Westen und der Cordillera Central im Osten. Das Klima der Region ist ein typisches Tageszeitenklima, bei dem die Durchschnittstemperaturen im Tagesverlauf stärker schwanken als im Jahresverlauf.
Die mittlere Jahrestemperatur von Viacha liegt bei knapp 9 °C, der Jahresniederschlag beträgt etwa 600 mm (siehe Klimadiagramm Viacha). Die Monatsdurchschnittstemperaturen schwanken nur unwesentlich zwischen 6 °C im Juli und 10 °C von November bis Februar. Die Monate Mai bis August sind arid mit Monatsniederschlägen von weniger als 15 mm, in den Südsommer-Monaten Januar und Februar werden Monatsniederschläge von mehr als 100 mm gemessen.

## Verkehrsnetz
Cantapa liegt in einer Entfernung von 69 Straßenkilometern westlich von La Paz, der Hauptstadt des Departamentos.
Von La Paz aus führt die asphaltierte Nationalstraße Ruta 2 in westlicher Richtung nach El Alto und weitere fünf Kilometer in nordwestlicher Richtung. Dann zweigt die Ruta 1 nach Westen ab und erreicht nach weiteren zwanzig Kilometern Laja. Nach weiteren 21 Kilometern in westlicher Richtung überquert die Ruta 1 Richtung Tiawanacu den Río Guaquira bei der Ortschaft Curva Pucará. Hier zweigt eine Landstraße in südöstlicher Richtung von der Ruta 1 ab und erreicht nach weiteren neun Kilometern Cantapa.

## Bevölkerung
Die Einwohnerzahl der Ortschaft ist in den vergangenen beiden Jahrzehnten auf mehr als das Doppelte angestiegen:
| Jahr | Einwohner | Quelle       |
| ---- | --------- | ------------ |
| 1992 | 661       | Volkszählung |
| 2001 | 1265      | Volkszählung |
| 2012 | 1541      | Volkszählung |
| 2024 |           | Volkszählung |

Aufgrund der historischen Bevölkerungsentwicklung weist die Region einen hohen Anteil an Aymara-Bevölkerung auf, im Municipio Laja sprechen 97,2 Prozent der Bevölkerung Aymara.